# Észt Nacionalisták és Konzervatívok
Az Észt Nacionalisták és Konzervatívok (észtül: Eesti Rahvuslased ja Konservatiivid, ERK) észt nemzeti konzervatív párt.
Az ERK megalakulása ötlete 2024. június 15-én fogalmazódott meg Paide városában, ahol az Észt Konzervatív Néppártból (EKRE) kizárt, valamint a belső konfliktusok miatt távozott politikusok vetették fel egy új konzervatív párt megalapításának gondolatát. A pártalapítás vezéralakjai Jaak Madison, Henn Põlluaas, Silver Kuusik és Jaak Valge. A párt alapító kongresszusát 2024. június 29-én tartották Tartuban, ahol Henn Põlluaast választották a párt elnökévé. Július elején érte el a párt taglétszáma az 500 főt, ami az észt jogszabályok szerint a párt bejegyzésének feltétele.
2024. július 6-án a Sinine Äratus vezetősége úgy döntött, hogy az ifjúsági szervezet kilép az EKRE-ből és csatlakozik az ERK-hoz